# Perla de Leon
Perla de Leon, née en 1952 à New York, est une artiste et photographe américaine new-yorkaise. Son œuvre la plus connue est sa série de photos South Bronx Spirit, qui documente sur le délabrement urbain du sud du Bronx, dû à son effondrement économique total au cours des années 1970,.

## Vie personnelle
New-Yorkaise d'origine portoricaine (nuyoricaine) ,Perla de Leon a grandi dans les quartiers noirs et latinos du sud du Bronx. Au cours de la seconde moitié du XXe siècle, l'exode des Blancs, les changements économiques et la construction de l'autoroute du Cross Bronx ont provoqué des tensions raciales et une hausse des taux de criminalité, entraînant une baisse de la valeur des propriétés et défavorisant davantage les classes ouvrières pauvres du sud du Bronx. De Leon était convaincue que les médias traditionnels ne décrivaient pas factuellement ce qui se passait dans le sud du Bronx, et ses habitants pendant son enfance. Ceci l'a donc amenée à photographier la vie quotidienne des enfants et des familles qui vivaient encore dans les quartiers en décomposition.

De Leon se considère également comme une militante. En 2018, elle s’est associée à LuminAid et aux étudiants de l'université de Porto Rico pour distribuer des lampes solaires dans les zones reculées de l'île, après le passage de l'ouragan Maria en 2017.

## "South Bronx Spirit" - série de photos (1970 - 1980)
Tout au long des années 70 et 80, de Leon a utilisé des photographies pour documenter les communautés du sud du Bronx, principalement occupées par des Afros-Américains et des Latinx. Ces images sont devenues sa série photos “South Bronx Spirit”, qui a fourni  un contre-récit aux stéréotypes négatifs concernant les habitants du quartier sud après le début de son effondrement économique. Elle montre à travers ses photos les dommages causés aux quartiers Afro-Américains et Latinx par la construction de l’autoroute “Cross Bronx”, fragmentant ainsi leur communauté et leurs infrastructures, ainsi que la dévastation subséquente par des incendies étendus au cours des années 70. Elle a photographié des rues résidentielles qui étaient réduites en cendres au point où elles semblaient être des lieux d’explosion. Les photos montrent des enfants jouant dehors et s’aventurant avec de Leon parmi les ruines. La série se veut un document historique illustrant les conséquences de l’austérité aux Etats-Unis et mettant en lumière la politique américaine à l’égard des communautés noire et latino-américaines pauvres.
La série de photos “South Bronx Spirit” a fait l’objet d’expositions au ‘El Museo del Barrio’, 'Smithsonian American Art Museum’ et au ‘Los Angeles County Museum of Art’,. En 2018, elle a participé à l’émission radio ‘Constructive Forces’ animée par Kate Yoland sur ‘Resonance FM’ pour discuter de la source du projet.

## Expositions

### "Down These Mean Streets: Community and Place in Urban Photography" (2017)
De Leon est l’une des dix photographes latino-américains à avoir été présentée dans l’exposition du ‘Smithsonian American Art Museum’ : Down These Mean Streets : Community and Place in Urban Photography. L’exposition était axée sur plusieurs villes qui ont subi des changements radicaux en termes de démographie et d’économie en raison de la fuite des blancs et de la construction de nouvelles autoroutes qui traversent des quartiers autrefois prospères. Les dix artistes ont représenté  la désintégration économique et sociale qui s’est surtout produite dans les communautés ouvrières afro-américaines et latino-américaines.
Son œuvre , “South Bronx Spirit" a été exposée. L’exposition a également été présentée au ‘Museo del Barrio’ de septembre 2018 à janvier 2019.

### Home-So Different, So Appealing(2017)
La série photos "South Bronx Spirit" est apparue dans une exposition organisée par le Musée d’Art du comté de Los Angeles, en collaboration avec le Musée des Beaux-Arts de Houston. Home—So Different, So Appealing présente des artistes latino-américains et d’Amérique Latine de la fin des années 1950 à aujourd’hui. Selon le communiqué de presse du MACLA sur l’exposition, "les artistes utilisent de manière trompeuse la simple idée du 'foyer' comme une lentille puissante à travers laquelle on peut voir les profondes transformations socio-économiques et politiques dans l’hémisphère” . De Leon était l’une des 39 artistes qui ont contribué à un total de 100 œuvres que l’exposition a utilisé pour explorer les contrastes dans l’art liés aux politiques d’immigration ciblées et à la répression politique.

### She Persists(2019)
Elle était également l’une des 44 artistes New Yorkaise à figurer dans la toute première exposition d’art féminine présentée au ‘Gracie Mansion’ . L’événement était organisé par le maire Bill de Blasio et géré par l’historienne d’art Jessica Bell Brown. L’exposition visait à refléter une représentation plus complète de l’histoire de New York en mettant en avant des femmes qui étaient largement sous-représentées pendant les 220 ans d’existence du Gracie Mansion.

## Livres

### Decades Under Fire: The Invisible Puerto Rican-American(2019-2020)
Decades Under Fire : The Invisible Puerto Rican-American est un livre de Perla de Leon qui cherche à comparer les effondrements économiques, les incendies et les politiques américaines dans le sud du Bronx, Vieques et Porto Rico.

## Autres œuvres

### The Afro Descendant Project – Puerto Rico(2017)
En reconnaissance des 500 ans de prospérité de Porto Rico depuis le début de la domination coloniale sous l’Espagne jusqu’à 1517, de Leon a commencé une nouvelle série de photos-portraits des citoyens de Porto Rico avec des racines afro-américaines. L’objectif était de documenter “les citoyens les plus vulnérables et invisibles de Porto Rico”, dont les ancêtres ont été amenés par des navires négriers pour construire les fondations de l’économie de l’île.

### Decade of Fire(2018)
La série de photos “South Bron Spirit” de De Leon a été utilisée dans le documentaire Decade of Fire, réalisé par Vivian Vazquez et Gretchen Hildebran en 2018.